# Silent Hill
Silent Hill (japanski: サイレントヒル) japanski je serijal survival horror-igara, izmislio ju je Keiichiro Toyama, a napravio i objavio Konami Digital Entertainment. Prva četiri dijela videoigara, Silent Hill, 2, 3, i 4: The Room, kreirao je Team Silent. Ostalih pet igara (Origins, Homecoming, Shattered Memories, Downpour i Book of Memories) kreirale su ostale kompanije. Silent Hill smatra se jednim od najboljih i najstrašnjih serijala horor-igara, a nakon njega snimljeni su i filmovi i serije.

## Serijali
Silent Hill (1999.)
Prvi dio Silent Hill serijala, radnja prati Harryja Masona u potrazi za nestalom kćerkom Cheryl, u misterioznom gradu Silent Hill. Pošto je Cheryl posvojena, tj. pronađena na ulici, Harry otkriva njenu pravu prošlost te se nađe u sukobu sa zlokobnim vjerskim kultom znan kao "Red". Nekoliko svršetaka je dostupno, sve ovisi o radnjama igrača tijekom igranja. Objavljena je 1999. godine. Godine 2009., igra je objavljena na PlayStation Networku za PlayStation 3 i PlayStation Portable.
Silent Hill 2 (2001.)
Podrobniji članak: Silent Hill 2
Drugi dio serijala prati Jamesa Sunderlanda u potrazi za svojom preminulom ženom Mary, nakon što je dobio pismo od nje, u kojem piše da ga čeka u Silent Hillu. Nakon što istraži gotovo cijeli grad, otkrije pravi razlog smrti žene. U međuvremenu, njega terorizira i prati moćno čudovište kao njegov najveći neprijatelj po imenu "Piramidska glava". Objavljena je u rujnu 2001. godine za PlayStation 2. Dodatna verzija igre ponovno je objavljena za Xbox iste godine, pod nazivom Silent Hill 2: Restless Dreams u Sjevernoj Americi i Silent Hill 2: Inner Fears u Europi.
Silent Hill 3 (2003.)
Treći dio serijala prati mladu tinejdžerku Heather koja otkriva svoje podrijetlo u Silent Hillu. Također, ovo je dio u kojem Harry Mason umire te povratak vjerskog kulta "Red" pod vodstvom Klaudije Wolf koji želi uhvatiti Heather i poroditi zlog entiteta "Božicu". Objavljena je u svibnju 2003. za PlayStation 2, i kasnije za Microsoft Windows.
Silent Hill 4: The Room (2004.)
Četvrti dio serijala prati Henryja Townshenda, koji se nađe zaključan u svom stanu u Ashfieldu, dok se paranormalne aktivnosti događaju njemu i drugim stanovnicima zgrade. Istodobno, Henry se suočava s misterioznim nadnaravnim serijskim ubojicom koji ubija žrtve za jedan ritual kako bi bio sa svojom "majkom", soba 302, po imenu Walter Sullivan. Objavljena je 2004. godine za PlayStation 2, Xbox i Microsoft Windows
Silent Hill: Origins (2007.)
Podrobniji članak: Silent Hill: Origins
Peti dio serijala prati kamiondžiju Travisa Gradya, koji biva zarobljen u Silent Hillu, nakon što spasi djevojku iz požara. Tijekom zadatka da pronađe tj. sazna što se dogodilo s djevojkom, mora se suočiti sa svojom prošlošću. Isto tako igra obilježava prvo kronološko pojavljivanje vjerskog kulta "Red" te zaključava narativni luk koji se sastoji od Tihog Brda (1 i 3 te Početak). Objavljena je 2007. godine za PlayStation Portable i kasnije za PlayStation 2. Također je znana kao Silent Hill Zero u Japanu.
Silent Hill: Homecoming (2008.)
Šesti dio serijala prati Alexa Shepherda, ratnog vojnika koji se upravo vraća iz rata. Alex, kada se vratio u gradiću Shepherd's Glen, saznaje da mu je otac nestao, majka poludjela, a brat Joshua ostao sam. Igra je u stvari prisjećanje Alexa dok je tražio svog brata Joshuu. Istodobno, Alex se nađe u sukobu s ponovno oživjelim vjerskim kultom "Red". Igra je objavljena 2008. godine za PlayStation 3, Xbox i Microsoft Windows.
Silent Hill: Shattered Memories (2009.)
Podrobniji članak: Silent Hill: Shattered Memories
U ovom dijelu Silent Hilla, vraćamo se na tematiku prve igre - Harry Masonovoj misiji da pronađe nestalu kćer Cheryl u američkom gradu Silent Hill, ali u drugačijem svijetu, tj. paralelnom svijetu, gdje se susreću novi likovi, zadaci, lokacije pa čak i čudovišta. Također je pet završetaka dostupno. Gameplay sadrži dva dijela: Harry Masonov put kroz Silent Hill u potrazi za Cheryl i liječenje same Cheryl u pravome svijetu, gdje je psihijatar pita razna pitanja, koja kasnije utječu na igru u paralelnom svijetu.
Silent Hill: Downpour (2012.)
Sedmi dio serijala prati Murphya Pendletona, zatvorenika, koji je preživio prometnu nesreću tijekom njegova premještanja u drugi zatvor. Igra je objavljena 2012. godine, te je prva Silent Hill igra u 3D-u.

## Ostali serijali
Silent Hill: The Arcade (2007.)
Silent Hill: The Arcade je priča o dva lika, Erica i Tine, koji posjete Silent Hill, gdje moraju ubiti čudovišta. Arkada ima opciju multiplayer, tj. dva igrača, koji mogu izabrati Erica ili Tinu te se boriti zajedno.
Silent Hill: The Escape (2007.)
Silent Hill: The Escape je jedina Silent Hill igra za mobilne telefone.
Cilj igre je otkriti misterije, proći kroz razne zagonetke, zadatke i puzle.
Igra je dobila razne kritike, zbog loše kvalitete i same radnje općenito.
Silent Hill HD Collection(2012.)
Silent Hill HD Collection je kolekcija igara Silent Hill 2 i 3 no u boljoj grafici i novim glumcima za likove.